# Owen Willans Richardson
Sir Owen Willans Richardson (n. 26 aprilie 1879, Dewsbury, Anglia, Regatul Unit al Marii Britanii și Irlandei – d. 15 februarie 1959, Alton, Hampshire, Anglia, Regatul Unit) a fost un fizician britanic, profesor la Universitatea Princeton între 1906 și 1913, și deținător al Premiului Nobel pentru fizică în 1928 "pentru munca sa în cadrul domeniului termoionilor și în special pentru descoperirea efectului care îi poartă numele en  efectul Richardson".